# 男人與女人之戰爭與和平
男人與女人之戰爭與和平（英文：Man and Woman, War and Peace）是一部由「非常林奕華」在2009年製作的舞台劇，以辦公室政治及電視談話節目競爭收視為主題，剖析兩性的性別角色，是「城市三部曲」的第二部，其餘作品分別為《華麗上班族之生活與生存》及《命運建築師之遠大前程》。
本劇為何韻詩及林依晨首次參演非常林奕華的舞台劇，其他主要演員包括王耀慶、吳佳雯、彭浩秦等，部分演員及創作團隊曾參與《包法利夫人們－名媛的美麗與哀愁》、《西遊記》及《水滸傳》等多部舞台劇。

## 創作背景
林奕華接受媒體訪問，透露本劇雖是一部從剖析男女關係的脫線喜劇，但觸及人、人與社會，以及人的孤獨，最後討論「為何我們不快樂？」的問題。他認為男人和女人現在的處境，是時代變得很快，而倫理傳統跟不上時代價值觀的變化，而戰爭與和平、男人和女人卻永遠存在對立和緊張，而男女都不大意識到自己有異性的一面。林奕華認為，當代社會中性風大行其道，而中性不只是外表，而是男女區分的因素越來越淡，女性的地位和社會權力越來越高，可以享受到男人所擁有的自由，但也越來越明白男人的不快樂。他亦認為，現代人生活在一個消費時代，談戀愛的過程被簡化成「條件配對」，事實上男女戀愛更需要的是利用時間傾訴和傾聽，瞭解對方的需要，進行雙向溝通，而非金錢及物質堆砌的所謂浪漫，希望透過本劇讓觀眾反思現代男女的性別與戀愛問題。
本劇劇本前三稿由王纪尧和谢盈萱创作，第四稿由林奕華定稿，因林奕華有意讓參演的演員參與編劇內，導致排練時間相當緊逼，林奕華為直切主題引發共鳴，反複修改劇本，演員們直到香港公演前3天才拿到最終劇本，他透露林依晨想起來都「皺起眉頭」。在排練之初，林奕華更抽出一天的時間讓全體演員一齊研讀《小王子》，從而讓演員作自我反思。他解釋，劇本需要讓演員有相當時間的相處與探索，去挖掘其經驗和情感，放進劇本裡，故時間難免緊張。事實上，參演本劇的兩名女主角均感到空前壓力，林依晨曾透露劇本難以入手，而何韻詩則透露未能適應大部分使用普通話的對白。
曾多次參演非常林奕華劇目的谢盈萱，在完成劇本後到紐約留學，未能參演本劇。

## 分場表
序：什麼是現代
第1場：節目1：現代與傳統之男人不出門vs女人愛上班
第2場：阿當論之都是女人惹的禍
第3場：小賤人
第4場：夏娃論之空心計
第5場：熟/剩女傳說
第6場：節目2：理性與感性之男人不計較vs女人真吃虧
第7場：小是非
第8場：夢1：我怎能離開你
第9場：節目3：善意與惡意之男人真簡單vs女人真複雜
第10場：夢2：雙生兒
第11場：小女賊
第12場：聯誼會之上流與下流
第13場：小把戲
第14場：舞會之男人不請女人不跳
第15場：節目4：成熟與幼稚之男人長不大vs女人老得快
第16場：元郎合一之阿當也是夏娃
跋：人間

## 演員表
- 何韻詩 飾 何思思
- 王耀慶 飾 王耀偉
- 林依晨 飾 安琪
- 黃凱臨 飾
- 吳佳雯 飾
- 吳天葳 飾
- 王詩淳 飾
- 吳定謙 飾
- 彭浩秦 飾
- 林英傑 飾
- 陳恭銘 飾
- 戴旻學 飾 亞當哥、夏娃姐

## 評價及影響
林奕華憑此劇在2010年獲上海壹戲劇大賞年度最佳導演。
劇中兩名女主角何韻詩與林依晨有段以嬉鬧形式演繹的寶黛初會，劇組安排崑曲導師為兩人教授身段與台步，令林奕華留意到何韻詩適合演繹賈寶玉一角，甚至媲美在1977年電影《金玉良緣紅樓夢》飾演賈寶玉的林青霞，認為她反串賈寶玉是「不作他人想」，最終造就何韻詩在2011參演紀念「非常林奕華」創立20周年劇目之一的《賈寶玉》。